# Мина фон Барнхелм
„Мина фон Барнхелм или щастието на войника“ (на немски: Minna von Barnhelm oder das Soldatenglück) е комедия в 5 действия на германския писател и драматург Готхолд Ефраим Лесинг.
Творбата е завършена през 1767 г., но Лесинг посочва като дата на възникване 1763 година, може би, за да подчертае близостта до Седемгодишната война. „Мина фон Барнхелм“ е най-известната комедия на немското Просвещение и спада към най-важните комедии в немскоезичната литература.  Характерно за тази драма е, че тя се различава от класическата.

## Сюжет
Действието в пиесата се развива малко след края на Седемгодишната война, на 22 август 1763. След войната честолюбивият Майор фон Телхайм, служил в пруската армия, е останал без пари и е прогонен от армията. Той е обвинен, че е пренебрегнал заповедта на Фридрих II., а именно да събере т.нар. военни контрибуции (Обезщетение в пари наложено от победителя на победения след война). Освен това се е отнасял благосклонно със саксонците. По време на войната Телхайм е разположен в Тюрингия (тогава спадащо към Саксония). Място на действието е една странноприемница. Първото, третото и петото действие се развиват в салона на странноприемницата, а втората и четвъртата в стаята, в която живее Мина. Заедно със своя слуга Юст се намират в странноприемница в Берлин. Телхайм отказва финансова помощ дори от своя приятел Паул Вернер и от своята любима заради гордостта си. За да плаща дълговете си, той инструктира своя верен слуга Юст да заложи едни скъп годежен пръстен, който по-рано е получил от Мина.
Вилхелмина „Мина“ фон Барнхелм, в която Телхайм се е влюбил в началото на войната, е богата саксонска благородничка. Тя тръгва към Берлин заедно със своята камериерка и приятелка Франциска, за да се омъжи за него. Заради накърнената си чест Телхайм не може да поиска ръката на Мина. Пристигнала в града, за да намери своя любим, Мина отсяда в гостилницата, в която е и Телхайм. Именно тази гостилница е мястото, където се развива действието. Двамата се срещат, а тя разбира за финансовото състояние на майора. Той е прекъснал контакт с нея, защото смята, че е недостоен за нейната любов. След като е пуснат за продажба годежния пръстен на Телхайм, Мина го разпознава и го откупува, без Телхайм да знае. Тя се опитва с хитрост да спечели отново своя любим. Тя разменя своя собствен пръстен с този на Телхайм и му го дава отново. Мина смята, че нейният вуйчо я е лишил от наследство, защото не иска да се омъжи за мъжа, който той ѝ е избрал. Състоянието на Мина кара Телхайм да промени мирогледа си. Той се опитва да направи всичко възможно, за да се ожени за Мина. В същото време Телхайм получава писмо от краля, в която става ясно, че ще получи полагащите му се пари. Комедията завършва с двойна сватба, а именно тази на Мина и Телхайм и Франциска и Вернер.

## Герои и характеристика
Майор фон Телхайм — годеник на Мина, освободен от длъжност, с накърнена чест, защото е заподозрян в корумпираност, с консервативно схващане за чест, потиска любовта си към Мина, твърде горд е, за да приеми помощ, осъзнава, че нещастието му го е заслепило и направило твърдоглав, накрая се променя и поставя личното си щастие на преден план.
Мина фон Барнхелм — богата благородничка от Саксония, сгодена за пруския майор, със силна воля, не се подчинява на установените традиционни норми, смела и решителна (заминава от провинцията за големия град, за да търси своя годеник), поема съдбата си в свои ръце. В конфликта между нея и Телхайм тя поема инициативата.
Граф фон Брухзаал, чичо на Мина
Франциска — приятелка и камериерка на Мина, самокритична, поема инициативата и прави предложение за женитба на Вернер
Юст, слуга на Телхайм, верен и дискретен, честен
Паул Вернер — бивш старшина, приятел на Телхайм, чувствителен и миролюбив
Кръчмар
Войник
Опечелена жена

## Теми и мотиви
В тази творба Лесинг засяга една тема, която винаги е била актуална и ще остане такава — проблемите между мъжа и жената. Централният проблем в тази комедия е конфликтът между любовта и честта. Благодарение на хитростта и чара си Мина успява да разреши проблема и любовта надделява. Други съществени мотиви в комедията са: конфликтът между благородници и граждани, ролята на парите за отношенията на героите, честта и позорът, темата за прусите и войната.

## Бюргерски морал
В комедията „Мина фон Барнхелм“ Лесинг въвежда първата промяна, а именно, че главните герои са от аристократичен произход. Това противоречи на идеята на Готшед, че комедиите са предназначени за градското съсловие, а героите не могат да са благородници. Главната героиня Мина е аристократка с буржоазен морал. Тя е вярна, самоуверена, любяща и разумна млада жена. Интересува се от човешкото у хората, а не от прослойката. Тя е емоционална, а най-важното в живота ѝ е любовта. Мина въплъщава в себе си всички бюргерски качества. Тя взима съдбата си в свои ръце и поема отговорност за действията, любовта и принципите си. Пренебрегва нормите, за да защити личното си щастие. Телхайм и Мина са представители на два различни морала — бюргерски морал срещу кодекса на честността. Тази комедия показва, че любовта и щастието могат да бъдат спасени. Човек трябва да защитава любовта. Благодарение на морала на Мина Телхайм се променя и научава да цени личното щастие. Накрая на комедията триумфира бюргерския морал.

## Постановки
„Мина“ е една от най-играните пиеси в Германия. На 16 декември 2005 в Императорския театър във Виена е премиерата на модернизираната постановка на Андреа Брет. В България постановката „Мина“ не е играна.

## Екранизации
- 1940 под заглавието Das Fräulein von Barnhelm (режисьор: Hans Schweikart)
- 1957 Minna von Barnhelm of soldatengeluk (режисьор: Max Douwes), Холандия
- 1960 Heldinnen (режисьор: Dietrich Haugk), ФРГ
- 1962 Minna von Barnhelm oder Das Soldatenglück (режисьор: Martin Hellberg), ГДР
- 1976 Minna von Barnhelm (режисьор: Franz Peter Wirth), ФРГ